# Metapone enigmatica
Metapone enigmatica (лат.) — род термитофильных мелких муравьёв рода Metapone (Formicidae) из подсемейства Myrmicinae.

## Распространение
Папуа Новая Гвинея, Eastern Highlands: Aiyura.

## Описание
Мелкие коренастые муравьи буровато-чёрного цвета (ноги светлее). Отличаются широким клипеусом, субпрямоугольным широким субпетиолярным выступом и размерами (самки до 8 мм). Скапус усиков короткий, вытянутой прямоугольной голова вытянутая прямоугольная, лапки с толстыми бёдрами, петиоль и постпетиоль утолщённые.

## Систематика
Вид был впервые описан в 2016 году мирмекологами Робертом Тейлором (Australian National University, Канберра, Австралия) и Гари Альпертом (Музей сравнительной зоологии, Гарвардский университет, Кембридж, США) по материалам из Новой Гвинеи. Своими морфологическими особенностями и окраской выделяется среди прочих видов Metapone.